# Емеля (вездеход)
«Еме́ля» — вездеход-амфибия на шинах сверхнизкого давления.
Автомобиль серии «Емеля» был создан инженером Василием Елагиным. Использовался для выполнения Морской ледовой автомобильной экспедиции, проходившей в 2008 году и 2009 году, а также полярной кругосветной экспедиции 2011-2015 годов.
Было создано 6 модификаций: «Емеля 1»  «Емеля 2» «Емеля 3», «Емеля 4», «Емеля 5» и «Емеля 6». 
В отличие от обычных гусеничных вездеходов, они совсем не оставляют следов на льду, очень экономичны, комфортны, обладают большой автономностью.

## Использование в экспедициях
В 2008 году во время экспедиции на автомобилях «Емеля 1» и «Емеля 2» был установлен новый автомобильный рекорд — впервые автомобили проехали от Полярного круга (город Салехард) до 81°16' северной широты (мыс Арктический архипелага Северная Земля) и вернулись обратно к Полярному кругу (до Ямбурга и Нового Уренгоя).
В 2009 году при поддержке Управления авиации ФСБ России в марте 2009 года Морская ледовая автомобильная экспедиция стартовала с острова Средний архипелага Северная Земля с целью достижения Северного полюса. На автомобилях-амфибиях «Емеля 1» и «Емеля 2», оснащенных колесами с шинами низкого давления, экспедиция успешно передвигалась по плавучим льдам Северного Ледовитого океана.
26 апреля 2009 года экспедиция успешно достигла Северного полюса, установив тем самым мировой рекорд.
В 2011 году началась новая ледовая экспедиция, через северный полюс в Канаду, и снова в Россию до порта Дудинка, которая завершилась только в 2015 году.
В 2018-2019 гг. состоялась экспедиция «Антарктида. 200 лет открытий». За 28 дней экспедиция преодолела 5570 км.
На первом канале по итогом экспедиции показан фильм «Антарктида хождение за три полюса».

## Дополнительная техническая характеристика
- Материал рамы «Емеля 1»  АМГ (сварка в аргоне)
- Материал рамы «Емеля 2» Д16Т (клёпка пневмомолотком)
- Материал кузова Д16Т (клёпка и герметик Terostat PU-92)